# Koszmosz–1686
Koszmosz–1686 (cirill betűkkel: Космос–1686) szovjet üzemanyag-szállító és meteorológiai műhold.

## Küldetés
Automatikusan csatlakozva az első dokkolónál, üzemanyag-tartalékával magasabb pályára állította a Szaljut–7 űrállomást. Egy módosított Szojuz-űrhajót alakítottak át, katonai/polgári felderítő/meteorológiai eszközökkel, műszerekkel (infravörös távcső, ózon-spektrométer, céziumérzékelők) látták el, hogy közös szolgálatukat végrehajtsák.

## Jellemzői
1985. szeptember 27-én a bajkonuri űrrepülőtér indítóállomásról egy Proton-K hordozórakétával juttatták Föld körüli, közeli körpályára. Az orbitális egység pályáját egyetlen manőverrel 91,6 perces, 51,5 fokos hajlásszögű, elliptikus pálya-perigeumát 338 kilométerre, apogeumát 375 kilométerre emelték. Hasznos tömege 20 000 kilogramm. A sorozat felépítését, szerkezetét, alapvető fedélzeti rendszereit tekintve egységesített, szabványosított űreszköz. 1985. október 2-án dokkolt az űrállomással.
Az egység összekapcsolódva, magasabb pályára emelkedve közös programot hajtott végre. Az űrállomás és a Koszmosz–1686 eszközei, műszerei automatikus üzemmódban végezték feladatukat:
- Föld-felszín, az óceán és légkör mozgásának megfigyelése,
- a Föld felszínének infravörös teleszkópos spektrométer MRSF-IK tanulmányozása,
- a Föld ózonrétegének, a napsugárzás hatástényezőinek vizsgálata,
- a légkör felső rétegeinek spektrométeres vizsgálata,
- a kozmikus sugárzás nehéz és könnyű részecskéinek vizsgálata,
- neutronok és gamma-sugarak jelenlétének regisztrációja,
- a Föld felszínének teleszkópos vizsgálata.

1991. február 7-én a Szaljut-7 és a Kozmosz-1686 kísérleti modulegyüttes 1959 napos szolgálat után belépett a légkörbe és megsemmisült. Darabjai Chile és Argentína lakatlan területeire zuhantak.